# 阿姆斯特丹网络交换中心
阿姆斯特丹互联网交换中心 ( AMS-IX ) 是一个位于荷兰阿姆斯特丹的互联网交换中心。 AMS-IX 成立于 20 世纪 90 年代初，是一个非营利、中立且独立的对等端口。

## 历史
| 年份 | 峰值流量      |
| ---- | ------------- |
| 2002 | 12 Gbit/s     |
| 2003 | 21 Gbit/s     |
| 2004 | 48 Gbit/s     |
| 2005 | 120 Gbit/s    |
| 2006 | 220 Gbit/s    |
| 2007 | 374 Gbit/s    |
| 2008 | 440 Gbit/s    |
| 2009 | 610 Gbit/s    |
| 2010 | 1 Tbit/s      |
| 2011 | 1.2 Tbit/s    |
| 2012 | 2 Tbit/s      |
| 2013 | 2.5 Tbit/s    |
| 2014 | 3.3 Tbit/s    |
| 2015 | 4.2 Tbit/s    |
| 2016 | 5.2 Tbit/s    |
| 2017 | 5.5 Tbit/s    |
| 2018 | 6.322 Tbit/s  |
| 2019 | 7.1 Tbit/s    |
| 2020 | 10.287 Tbit/s |

2002年，中立互联网交换中心成立，作为阿姆斯特丹互联网交换中心的替代或备份。 
截至2011年1月5日, AMS-IX 在684个端口上连接了396个成员。传入流量的历史峰值为1.513Tbit/s，传出流量为1.512Tbit/s，而2012年1月的平均传入和传出流量为0.833Tbit/s。2016年11月，AMS-IX 突破了5Tbit/s的天花板。
2008年11月，平均每月传输的数据总量为75,940TB。到次年4月，该数值已增长至124,550TB，（增加了64%）。
AMS-IX 的互联网流量从2020年3月的约5Tbps 增加到2021年3月的约7Tbps 

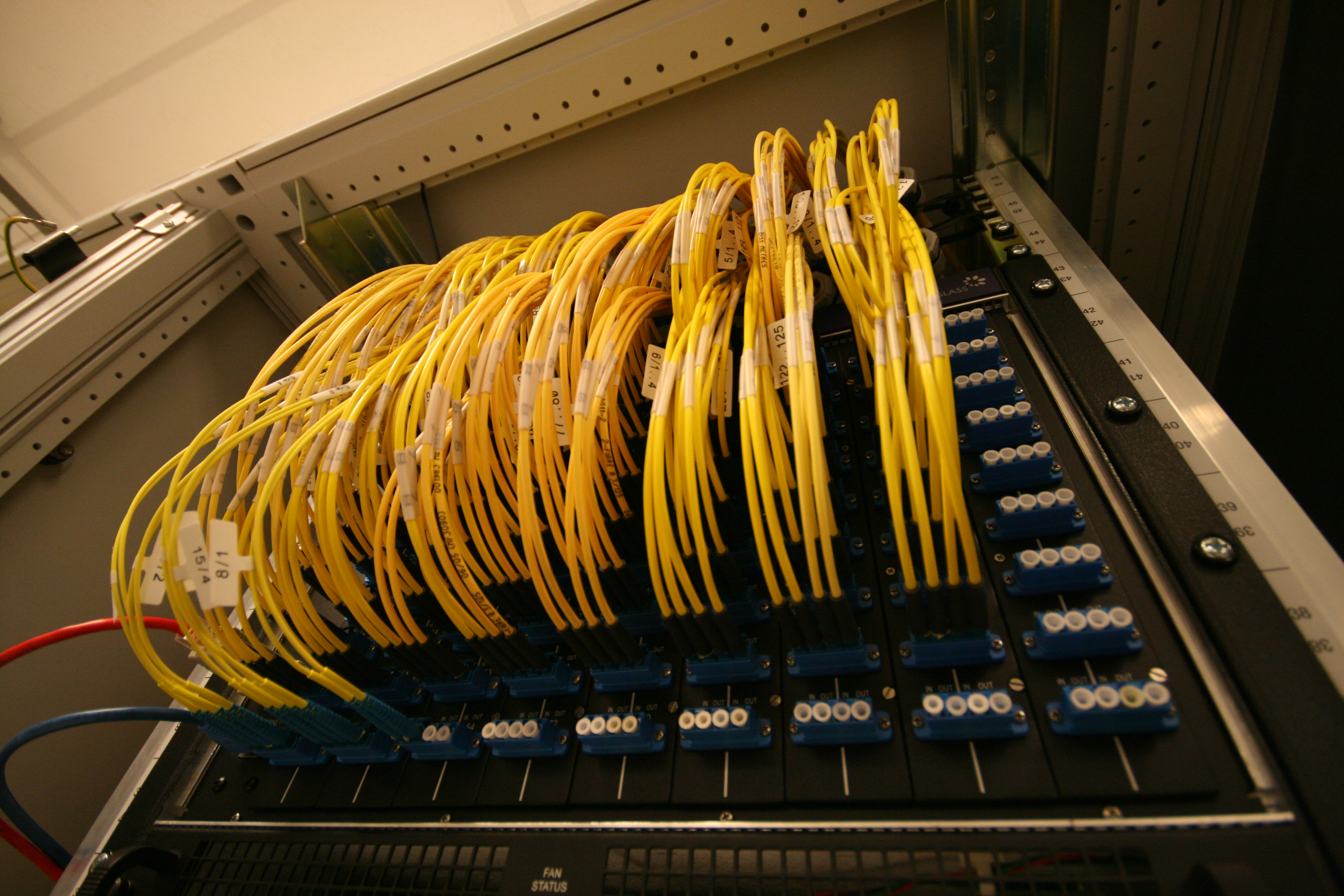
AMS-IX 上的光纤配线架

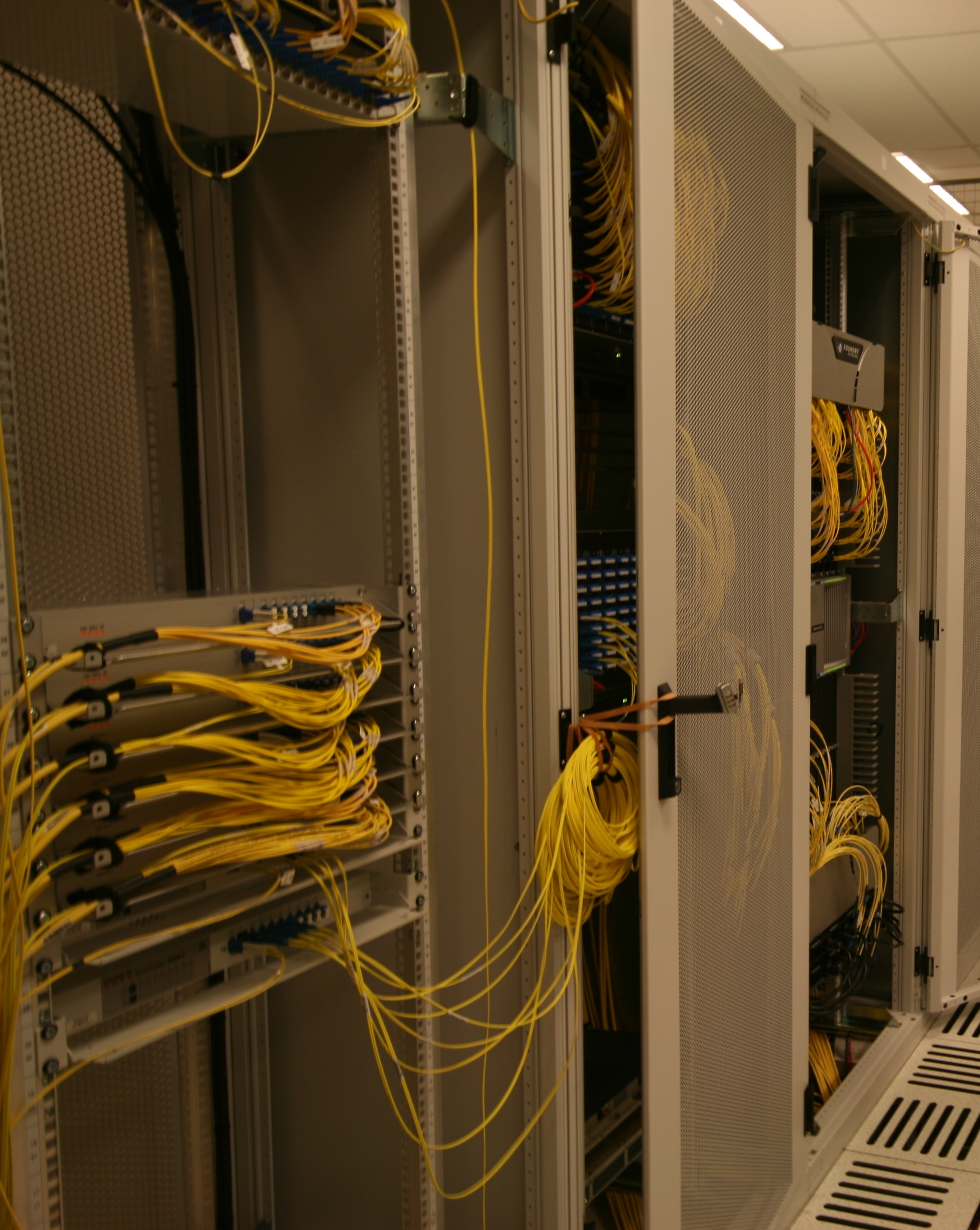
EU Networks 的 AMS-IX 中心柜

AMS-IX 成员可以在12个地点进行连接，所有地点均位于阿姆斯特丹： 
- Digital Realty（以前称为 Telecity AMS4）
- Equinix AM1/2（东南）
- Equinix AM3 （科学园区）
- Equinix AM5（以前称为 Telecity AMS5）
- Equinix AM6（以前称为 Telecity AMS6）
- Equinix AM7（以前称为 Telecity AMS2）
- euNetworks（阿姆斯特丹阿姆斯特尔商业园）
- Evoswitch （哈勒姆）
- GlobalSwitch（斯洛特瓦特）
- Interxion （史基浦莱克）
- Interxion 科学园（原 Vancis）
- NIKHEF （阿姆斯特丹科学园）

第三方网络传输链路还通过“经销商计划”提供对 AMS-IX 对等 VLAN 的访问。根据该计划，经销商可以安装一个通往 AMS-IX 平台的物理连接（现仅为 10G 速率，但有望达到 100G），并多路复用连接到 AMS-IX 对等 VLAN 的其他方的“虚拟链路”。 

## 网络
由于流量和连接成员端口数量的快速增长，AMS-IX 平台不断发展。直到 2009 年底，它一直采用采用核心交换机和多个边缘交换机的冗余中心辐射架构。 这种双拓扑的优点是能够在不对客户流量产生任何影响的情况下对网络进行维护，并且一旦其中一个拓扑出现故障，就可以通过（自动）切换到备用拓扑来预测光纤和设备问题。主动交换拓扑星形是通过VSRP协议确定的。此拓扑是 AMS-IX 3代。